# 1480
Il 1480 (MCDLXXX in numeri romani) è un anno bisestile del XV secolo.

## Eventi
- 1480-1505 Ivan III il Grande dà avvio alla ricostruzione del Cremlino.
- Una poderosa flotta turca giunge per ordine del sultano Maometto II a Rodi per scacciarne i Cavalieri, i quali con forze ridottissime respingono tutti gli assalti e costringono gli assedianti ad una precipitosa ritirata.
- 3 marzo - 5 marzo – Trattato di Lucerna: Fine dello scontro fra la Confederazione Elvetica ed il Ducato di Milano. La Leventina passa alla Confederazione Elvetica.
- 28 luglio – Battaglia di Otranto: la flotta navale turca sferra per ordine del sultano Maometto II un grande attacco all'Italia.

## Nati

### Gennaio
- 10 gennaio - Margherita d'Asburgo, nobile († 1530)

### Febbraio
- 12 febbraio - Federico II di Legnica, polacco († 1547)
- 13 febbraio - Girolamo Aleandro, cardinale e umanista italiano († 1542)
- 24 febbraio - Cristina Ciccarelli, monaca cristiana italiana († 1543)

### Aprile
- 10 aprile - Filiberto II di Savoia, sovrano († 1504)
- 18 aprile - Lucrezia Borgia, nobildonna italiana († 1519)

### Giugno
- 1º giugno - Tiedemann Giese, vescovo cattolico e teologo polacco († 1550)

### Luglio
- 5 luglio - Filippo del Palatinato, vescovo cattolico tedesco († 1541)
- 11 luglio - Antonio de Leyva, condottiero e nobile spagnolo († 1536)

### Agosto
- 24 agosto - Cesare Riario, arcivescovo cattolico italiano († 1540)

### Settembre
- 8 settembre - Sigismondo d'Este, nobile italiano († 1524)

### Dicembre
- 18 dicembre - Bartolomeo Masi, scrittore italiano († 1530)
- 27 dicembre - Gian Giacomo Caprotti, pittore italiano († 1524)

### Senza giorno specificato
- Leonardo Agricola, notaio italiano († 1539)
- Juan de Álava, architetto spagnolo († 1537)
- Jacques Almain, teologo francese († 1515)
- Augustin von Alvelt, religioso tedesco († 1535)
- Andrea d'Assisi, pittore italiano († 1521)
- Jean Ango, armatore francese († 1551)
- Jacopo V Appiano, nobile († 1545)
- Duarte Barbosa, esploratore e scrittore portoghese († 1521)
- Jeronimo Bassano, musicista italiano († 1545)
- Beatrice di Frangipan, nobildonna croata († 1510)
- Sebastián de Belalcázar, esploratore spagnolo († 1551)
- Alessandra Benucci, nobile italiana († 1552)
- Bartolomeo Berrecci, architetto e scultore italiano († 1537)
- Vannoccio Biringuccio, artigiano italiano († 1539)
- Camillo Boiardo, nobile italiano († 1499)
- Massimiliana Bona, religiosa italiana († 1520)
- Cassio Brucurelli, poeta italiano
- Cola Bruno, letterato italiano († 1542)
- Francesco Castellalto, militare italiano († 1554)
- François Guillaume de Castelnau-Clermont-Ludève, cardinale e arcivescovo cattolico francese († 1541)
- Jean Clouet, pittore fiammingo († 1541)
- Simon de Colines, editore francese († 1546)
- Pablo Coronel, traduttore, orientalista e docente spagnolo († 1534)
- Giovanni da Castrovillari, francescano italiano († 1530)
- Marco Dall'Aquila, liutista e compositore italiano († 1538)
- Pedro Damiano, scacchista portoghese († 1544)
- Giulio Camillo Delminio, umanista e filosofo italiano († 1544)
- Pier Gerlofs Donia, pirata olandese († 1520)
- Heinrich Douvermann, scultore tedesco († 1543)
- Benedictus Ducis, organista e compositore fiammingo († 1552)
- Johann Georg Faust, alchimista e astrologo tedesco († 1540)
- Juan Fernández de Heredia, poeta e commediografo spagnolo († 1549)
- Giulio Ferretti, giurista italiano († 1547)
- Damiàn Forment, scultore spagnolo († 1540)
- Ambrogio Fracco, umanista e poeta italiano
- Heinrich von Galen, nobile tedesco († 1557)
- Pietro Andrea Gambari, giurista e presbitero italiano († 1528)
- Claude Garamond, tipografo francese († 1561)
- Gerino da Pistoia, pittore italiano
- Girolamo Ghinucci, cardinale e vescovo cattolico italiano († 1541)
- Ludovico Gonzaga, condottiero italiano († 1540)
- Gil González Dávila, esploratore spagnolo († 1526)
- Cristoforo Grimaldi Rosso, doge († 1563)
- Alvise Gritti, mercante e politico turco († 1534)
- Marco Guazzo, storico italiano († 1556)
- Guglielmo dei Grigi, architetto e scultore italiano († 1550)
- Juan Gil de Hontañón, architetto spagnolo († 1526)
- Balthasar Hubmaier, teologo tedesco († 1528)
- Giovanni Battista Lodron, condottiero italiano († 1555)
- Lorenzo Lotto, pittore italiano
- Ibrāhīm Lodī, sultano indiano († 1526)
- Ferdinando Magellano, esploratore e navigatore portoghese († 1521)
- Carlo IV Malatesta, condottiero italiano († 1508)
- Hans Maler zu Schwaz, pittore tedesco
- Cristoforo Marcello, teologo e vescovo cattolico italiano († 1527)
- Girolamo Marchesi, pittore italiano († 1550)
- Marco de' Marconi, religioso italiano († 1510)
- Massimo il Greco, umanista, linguista e religioso greco († 1556)
- Giovanni Mazzuoli, letterato italiano († 1549)
- Meir ibn Gabbai, teologo e rabbino spagnolo
- Iacopo Meleghino, economista e architetto italiano († 1549)
- Bartolomé Ordóñez, scultore spagnolo († 1520)
- Juan de Ortega, matematico spagnolo († 1568)
- Giovanni Battista Pallavicini, cardinale e vescovo cattolico italiano († 1524)
- Christiern Pedersen, teologo danese († 1554)
- Richard de la Pole, nobile inglese († 1525)
- Raja Matanda, sovrano filippino († 1572)
- Andrea Sabatini, pittore italiano († 1545)
- Sabba da Castiglione, religioso, letterato e umanista italiano († 1554)
- Matteo Sanmicheli, scultore italiano
- Hans Leonhard Schäufelein, pittore tedesco († 1540)
- Thomas St. Lawrence, giudice irlandese († 1553)
- Stańczyk, giullare polacco († 1560)
- Giovanni Francesco Straparola, scrittore italiano
- Benedetto Tagliacarne, umanista e vescovo cattolico italiano († 1536)
- Raimo Epifanio Tesauro, pittore italiano
- Gaetano Thiene, presbitero italiano († 1547)
- Vitello Vitelli, condottiero e nobile italiano († 1528)
- Yan Song, funzionario cinese († 1567)
- Zakariya Abdullah, architetto arabo
- Charlotte d'Albret, nobildonna francese († 1514)
- Nanni Unghero, intagliatore e architetto italiano († 1546)
- Luigi I d'Orléans-Longueville, conte († 1516)
- Miguel da Silva, nobile e vescovo cattolico portoghese († 1556)
- Lourenço de Almeida, esploratore e militare portoghese († 1508)
- Cristóbal de Andino, scultore e architetto spagnolo († 1543)
- Juan de Esquivel, esploratore spagnolo († 1515)
- Pietro de Gregorio, giurista italiano († 1533)
- Antonio de Ziliis di Quetta, giurista italiano († 1556)
- Carlotta d'Aragona, contessa († 1506)
- Christoph von Werdenberg-Heiligenberg, nobile tedesco († 1534)
- Johann von der Recke († 1551)

## Morti
- 3 gennaio - Nicoletta di Châtillon, nobile francese
- 10 febbraio - Pino III Ordelaffi, nobile italiano (n. 1436)
- 16 aprile - Pedro de Osma, teologo spagnolo
- 10 maggio - Filippo I di Hanau-Lichtenberg, conte tedesco (n. 1417)
- 19 maggio - Lawrence Booth, arcivescovo cattolico e politico inglese
- 19 maggio - Jan Długosz, storico e prete polacco (n. 1415)
- 6 giugno - Vecchietta, pittore, scultore e orafo italiano (n. 1410)
- 6 luglio - Antonio Squarcialupi, organista italiano (n. 1416)
- 10 luglio - Renato d'Angiò, sovrano francese (n. 1409)
- 14 luglio - Sinibaldo II Ordelaffi, nobile italiano (n. 1467)
- 20 luglio - Andrea Barbazza, giurista e avvocato italiano
- 20 luglio - Biancamaria Martinengo, nobile italiana (n. 1466)
- 26 luglio - Leonardo Mansueti, umanista italiano (n. 1405)
- 11 agosto - Stefano Pendinelli, arcivescovo cattolico italiano (n. 1403)
- 11 agosto - Francesco Zurlo, militare italiano
- 12 agosto - Giovanni Antonio Delli Falconi, condottiero italiano
- 1º settembre - Ulrico V di Württemberg, conte (n. 1413)
- 20 settembre - Anne Neville, duchessa di Buckingham, nobildonna inglese
- 3 ottobre - Napoleone Orsini, nobile e condottiero italiano
- 7 ottobre - Sigismondo I de Luna, nobile, politico e militare italiano
- 30 ottobre - Cicco Simonetta, politico, diplomatico e crittografo italiano
- 31 ottobre - Girolamo Grifoni, abate e giurista italiano
- 6 novembre - Ichijō Norifusa, militare giapponese (n. 1423)
- 20 novembre - Eleonora Stuart, principessa scozzese (n. 1433)
- 29 novembre - Federico I del Palatinato-Simmern, nobile tedesco (n. 1417)
- 14 dicembre - Niccolò Perotti, umanista, filologo e arcivescovo cattolico italiano
- 22 dicembre - Basarab III Laiotă cel Bătrân, principe (n. 1431)
- Angelo Barovier, artista italiano
- Bonifacio Bembo, pittore e miniatore italiano (n. 1420)
- Pierre Du Bois, storico italiano (n. 1430)
- Joseph Colon, rabbino e religioso italiano (n. 1420)
- Bartolomeo delle Cisterne, architetto italiano
- Giacomo III Crispo, duca
- Gianmario Filelfo, umanista italiano (n. 1426)
- Giuliano Gattilusio, pirata italiano (n. 1435)
- Francesco Giamberti, intagliatore italiano (n. 1405)
- Nicolas Jenson, tipografo francese
- Giovanni Antonio Piatti, scultore italiano (n. 1447)
- Tristão Vaz Teixeira, navigatore e esploratore portoghese (n. 1395)
- Antonio Ventimiglia Prades, nobile, politico e militare italiano
- Ieuan Ddu ab Dafydd ab Owain, poeta gallese (n. 1440)
- Anna di Savoia, principessa (n. 1455)

## Calendario
| Calendario 1480 | Calendario 1480 | Calendario 1480 | Calendario 1480 | Calendario 1480 | Calendario 1480 | Calendario 1480 | Calendario 1480 | Calendario 1480 | Calendario 1480 | Calendario 1480 | Calendario 1480 | Calendario 1480 | Calendario 1480 | Calendario 1480 | Calendario 1480 | Calendario 1480 | Calendario 1480 | Calendario 1480 | Calendario 1480 | Calendario 1480 | Calendario 1480 | Calendario 1480 | Calendario 1480 | Calendario 1480 | Calendario 1480 | Calendario 1480 | Calendario 1480 | Calendario 1480 | Calendario 1480 | Calendario 1480 | Calendario 1480 | Calendario 1480 |
| --------------- | --------------- | --------------- | --------------- | --------------- | --------------- | --------------- | --------------- | --------------- | --------------- | --------------- | --------------- | --------------- | --------------- | --------------- | --------------- | --------------- | --------------- | --------------- | --------------- | --------------- | --------------- | --------------- | --------------- | --------------- | --------------- | --------------- | --------------- | --------------- | --------------- | --------------- | --------------- | --------------- |
|                 | 1               | 2               | 3               | 4               | 5               | 6               | 7               | 8               | 9               | 10              | 11              | 12              | 13              | 14              | 15              | 16              | 17              | 18              | 19              | 20              | 21              | 22              | 23              | 24              | 25              | 26              | 27              | 28              | 29              | 30              | 31              |                 |
| Gennaio         | Sa              | Do              | Lu              | Ma              | Me              | Gi              | Ve              | Sa              | Do              | Lu              | Ma              | Me              | Gi              | Ve              | Sa              | Do              | Lu              | Ma              | Me              | Gi              | Ve              | Sa              | Do              | Lu              | Ma              | Me              | Gi              | Ve              | Sa              | Do              | Lu              |                 |
| Febbraio        | Ma              | Me              | Gi              | Ve              | Sa              | Do              | Lu              | Ma              | Me              | Gi              | Ve              | Sa              | Do              | Lu              | Ma              | Me              | Gi              | Ve              | Sa              | Do              | Lu              | Ma              | Me              | Gi              | Ve              | Sa              | Do              | Lu              | Ma              |                 |                 |                 |
| Marzo           | Me              | Gi              | Ve              | Sa              | Do              | Lu              | Ma              | Me              | Gi              | Ve              | Sa              | Do              | Lu              | Ma              | Me              | Gi              | Ve              | Sa              | Do              | Lu              | Ma              | Me              | Gi              | Ve              | Sa              | Do              | Lu              | Ma              | Me              | Gi              | Ve              |                 |
| Aprile          | Sa              | Do              | Lu              | Ma              | Me              | Gi              | Ve              | Sa              | Do              | Lu              | Ma              | Me              | Gi              | Ve              | Sa              | Do              | Lu              | Ma              | Me              | Gi              | Ve              | Sa              | Do              | Lu              | Ma              | Me              | Gi              | Ve              | Sa              | Do              |                 |                 |
| Maggio          | Lu              | Ma              | Me              | Gi              | Ve              | Sa              | Do              | Lu              | Ma              | Me              | Gi              | Ve              | Sa              | Do              | Lu              | Ma              | Me              | Gi              | Ve              | Sa              | Do              | Lu              | Ma              | Me              | Gi              | Ve              | Sa              | Do              | Lu              | Ma              | Me              |                 |
| Giugno          | Gi              | Ve              | Sa              | Do              | Lu              | Ma              | Me              | Gi              | Ve              | Sa              | Do              | Lu              | Ma              | Me              | Gi              | Ve              | Sa              | Do              | Lu              | Ma              | Me              | Gi              | Ve              | Sa              | Do              | Lu              | Ma              | Me              | Gi              | Ve              |                 |                 |
| Luglio          | Sa              | Do              | Lu              | Ma              | Me              | Gi              | Ve              | Sa              | Do              | Lu              | Ma              | Me              | Gi              | Ve              | Sa              | Do              | Lu              | Ma              | Me              | Gi              | Ve              | Sa              | Do              | Lu              | Ma              | Me              | Gi              | Ve              | Sa              | Do              | Lu              |                 |
| Agosto          | Ma              | Me              | Gi              | Ve              | Sa              | Do              | Lu              | Ma              | Me              | Gi              | Ve              | Sa              | Do              | Lu              | Ma              | Me              | Gi              | Ve              | Sa              | Do              | Lu              | Ma              | Me              | Gi              | Ve              | Sa              | Do              | Lu              | Ma              | Me              | Gi              |                 |
| Settembre       | Ve              | Sa              | Do              | Lu              | Ma              | Me              | Gi              | Ve              | Sa              | Do              | Lu              | Ma              | Me              | Gi              | Ve              | Sa              | Do              | Lu              | Ma              | Me              | Gi              | Ve              | Sa              | Do              | Lu              | Ma              | Me              | Gi              | Ve              | Sa              |                 |                 |
| Ottobre         | Do              | Lu              | Ma              | Me              | Gi              | Ve              | Sa              | Do              | Lu              | Ma              | Me              | Gi              | Ve              | Sa              | Do              | Lu              | Ma              | Me              | Gi              | Ve              | Sa              | Do              | Lu              | Ma              | Me              | Gi              | Ve              | Sa              | Do              | Lu              | Ma              |                 |
| Novembre        | Me              | Gi              | Ve              | Sa              | Do              | Lu              | Ma              | Me              | Gi              | Ve              | Sa              | Do              | Lu              | Ma              | Me              | Gi              | Ve              | Sa              | Do              | Lu              | Ma              | Me              | Gi              | Ve              | Sa              | Do              | Lu              | Ma              | Me              | Gi              |                 |                 |
| Dicembre        | Ve              | Sa              | Do              | Lu              | Ma              | Me              | Gi              | Ve              | Sa              | Do              | Lu              | Ma              | Me              | Gi              | Ve              | Sa              | Do              | Lu              | Ma              | Me              | Gi              | Ve              | Sa              | Do              | Lu              | Ma              | Me              | Gi              | Ve              | Sa              | Do              |                 |